# 대니 데이턴

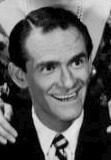

대니 데이턴(Danny Dayton, 1923년 11월 20일 ~ 1999년 2월 6일)은 미국의 텔레비전 감독, 배우이다.
저지시티에서 태어났으며 로스앤젤레스에서 사망하였다. 사인은 폐기종이다.

## 출연 작품
- 에드 우드 (1994년)
- 다크 백워드 (1991년)
- Rock 'n' Roll High School (1991년)
- 아이 테이크 디즈 맨 (1983년)
- 스팅 2 (1983년)
- 드라큐라 도시로 가다 (1979년)
- 위치 웨이 투 더 프론트 (1970년)
- 올 인 더 패밀리 (1968년)
- 빌코 상사 (1955년)
- 아가씨와 건달들 (1955년)
- 앳 워 위드 더 아미 (1950년)

### 텔레비전
- 명탐정 바나비 존즈 (1977, 1979)
- Police Squad! (1982)